# NGC 48

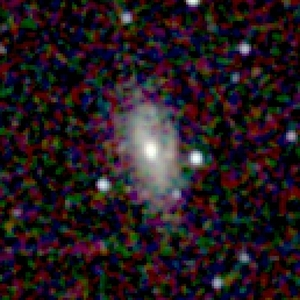
NGC 48 par 2MASS (proche-infrarouge)

NGC 48 est une galaxie spirale barrée située dans la constellation d'Andromède. NGC 48 été découverte par l'astronome américain Lewis Swift en 1885.

## Caractéristiques
Sa vitesse par rapport au fond diffus cosmologique est de 1 506 ± 21 km/s, ce qui correspond à une distance de Hubble de 21,2 ± 1,6 Mpc (∼69,1 millions d'al).
La classe de luminosité de NGC 48 est II-III et elle présente une large raie HI. De plus, elle renferme des régions d'hydrogène ionisé.
En raison d'une brillance de surface égale à 14,11 mag/am2, on peut qualifier NGC 48 de galaxie à faible brillance de surface (LSB en anglais pour low surface brightness). Les galaxies LSB sont des galaxies diffuses (D) avec une brillance de surface inférieure de moins d'une magnitude à celle du ciel nocturne ambiant.
À ce jour, trois mesures non basées sur le décalage vers le rouge (redshift) donnent une distance de 41,967 ± 17,431 Mpc (∼137 millions d'al), ce qui est à l'extérieur des valeurs de la distance de Hubble.